# SMS
 Тази статия е за съобщителната услуга.  За ТВ сериала със същото име вижте SMS (сериал).  
SMS (транскрипция: есемес; на английски: Short Message Service (SMS); в превод: Услуга за кратки съобщения) е телекомуникационна услуга, предоставяща възможност за изпращане и получаване на текстови съобщения, първоначално в GSM мобилни мрежи, а впоследствие достъпна и за фиксирани телефонни мрежи.
Идеята за услугата SMS се ражда през 80-те години на 20 век, далеч преди ерата на мобилните телефони.
През 1982 г. Европейската конференция на пощенската и телекомуникационна администрация CEPT group одобрява план, изискващ услугите, предоставяни от обществените информационни мрежи, да бъдат достъпни и за мобилните телефони.
В резултат на това от 1984 г. група инженери, сред които Фридхелм Хилебранд (Deutsche Telekom), Бернар Жилбер (France Télécom), Фин Тросбю (Telenor), Кевин Холи (Cellnet), Иън Харис (Vodafone) започват да развиват концепцията за SMS, като поставят и границата от 160 знака за първите съобщения, смятайки ги за „напълно достатъчни“.
Трябва да изминат цели 8 години, преди да се появи първото SMS съобщение. На 3 декември 1992 г. Нийл Папуърт (Neil Papworth), тестов инженер от Sema Group (по-късно Mavenir Systems), изпраща първото в света SMS съобщение чрез персоналния си компютър (мобилните телефони по онова време не са притежавали опция за текстови съобщения) по GSM-мрежата на Vodafon във Великобритания до мобилния телефон „Orbitel 901“ на своя приятел Ричард Ярвис, поздравявайки го с „Весела Коледа“.
Едно SMS съобщение може да бъде кодирано като 7-битово (латински букви в различни кодови таблици, името на кодовата таблица се записва в заглавието на краткото съобщение), 8-битово (двоично съдържание – монохромни картинки, монофонични тонове и мелодии и т.н.) или 16-битово (Unicode) съдържание, позволяващо едновременно писане на много езици.
Максималната дължина на основния текст на съобщението е 160 символа и интервали при 7-битово кодиране, 134 за 8-битово и 67 за 16-битово кодиране.
Възможно е изпращане и на по-дълги съобщение, което се реализира чрез сегментиране на първоначалния текст на няколко отделни съобщения (SMS-и), които се свързват автоматично в апарата на получателя, ако апаратът поддържа такава възможност. Сегментиращата информация е записана в заглавието (header) на съобщението.
SMS е в основата на множество стандарти и услуги, например Nokia Smart Messaging, Enhanced Messaging Service (EMS), WAP Push. За стандарт, наследник на SMS е нарочен MMS – Multimedia Messaging Service.
SMS-ът се състои от 2 части: главна (header) и текстова. Главната част съдържа мобилния номер на получателя и други важни за SMS системата данни. Текстовата съдържа всички символи (или звуци, изображения), които ще бъдат прехвърляни през мрежата.
След като SMS-а бъде изпратен, той пристига в т.нар. SMS център на мобилния оператор на изпращача и се нарежда „на опашка“. Ако получателят е в същата мобилна мрежа, съобщението се доставя. Ако не е, краткото съобщение се прехвърля към SMS центъра на другия оператор и така се доставя.